# 14656 Lijiang
14656 Lijiang è un asteroide della fascia principale. Scoperto nel 1998, presenta un'orbita caratterizzata da un semiasse maggiore pari a 2,7238260 UA e da un'eccentricità di 0,0399616, inclinata di 9,92908° rispetto all'eclittica.